# Goldene Serie International
A Goldene Serie International című lemez a Bee Gees  Németországban kiadott válogatáslemeze. A lemez az RSO és a Bertelsmann Club közös kiadása.

## Az album dalai
1. Massachusetts (Barry, Robin és Maurice Gibb) – 2:26
2. First Of May (Barry, Robin és Maurice Gibb) – 2:48
3. World (Barry, Robin és Maurice Gibb) – 3:06
4. The Singer Sang His Song (Barry, Robin és Maurice Gibb) – 3:07
5. Lamplight (Barry, Robin és Maurice Gibb) – 4:47
6. Words (Barry, Robin és Maurice Gibb) – 3:12
7. How Can You Mend A Broken Heart (Barry és Robin Gibb) – 3:57
8. New York Mining Disaster 1941 (Barry és Robin Gibb) – 2:13
9. To Love Somebody (Barry és Robin Gibb) – 3:03
10. Kitty Can (Barry, Robin és Maurice Gibb) – 2:36
11. Horizontal (Barry, Robin és Maurice Gibb) – 3:25
12. I've Gotta Get A Message To You (Barry, Robin és Maurice Gibb) – 2:52
13. Sound Of Love (Barry, Robin és Maurice Gibb) – 3:27
14. I Started A Joke (Barry, Robin és Maurice Gibb) – 3:10
15. Don't Forget To Remember (Barry és Robin Gibb)- 3:27
16. Spicks And Specks (Barry Gibb) – 2:52

## Közreműködők
- Bee Gees